# Orobus palustris
Orobus palustris là một loài thực vật có hoa trong họ Đậu. Loài này được (L.) Rchb. mô tả khoa học đầu tiên năm 1832.